# Петро Калнишевський (срібна монета)
«Петро́ Калнише́вський» — срібна пам'ятна монета номіналом 10 гривень, випущена Національним банком України, присвячена військовому та політичному діячеві XVIII ст., військовому судді, останньому кошовому отаману Запорізької Січі Петру Івановичу Калнишевському, який під час російсько-турецької війни 1768—1774 років проявив себе талановитим полководцем.
Монету введено в обіг 29 березня 2012 року. Вона належить до серії «Герої козацької доби».

## Опис монети та характеристики
| Номінал грн. | Метал            | Маса, г      | Діаметр, мм | Якість виготовлення | Гурт                           | Тираж, штук |
| ------------ | ---------------- | ------------ | ----------- | ------------------- | ------------------------------ | ----------- |
| 10           | срібло 925 проби | 31,1 / 33,62 | 38,6        | пруф                | гладкий із заглибленим написом | 5 000       |

### Аверс
На аверсі монети зображена одна для всієї серії композиція, що відображає національну ідею Соборності України: з обох боків малого Державного герба України розміщені фігури архістратига Михаїла і коронованого лева — герби міст Києва та Львова. Навколо зображення розміщені стилізовані написи, розділені бароковим орнаментом: «УКРАЇНА», «10 ГРИВЕНЬ», «2012», позначення та проба металу — Ag 925 і його вага у чистоті — 31,1.

### Реверс
На реверсі монети зображено на фоні кам'яного муру стилізований портрет Петра Калнишевського, та по колу розміщено написи: «ОСТАННІЙ КОШОВИЙ ОТАМАН ЗАПОРОЗЬКОЇ СІЧІ ПЕТРО КАЛНИШЕВСЬКИЙ», праворуч — роки життя «1691/1803».

## Автори

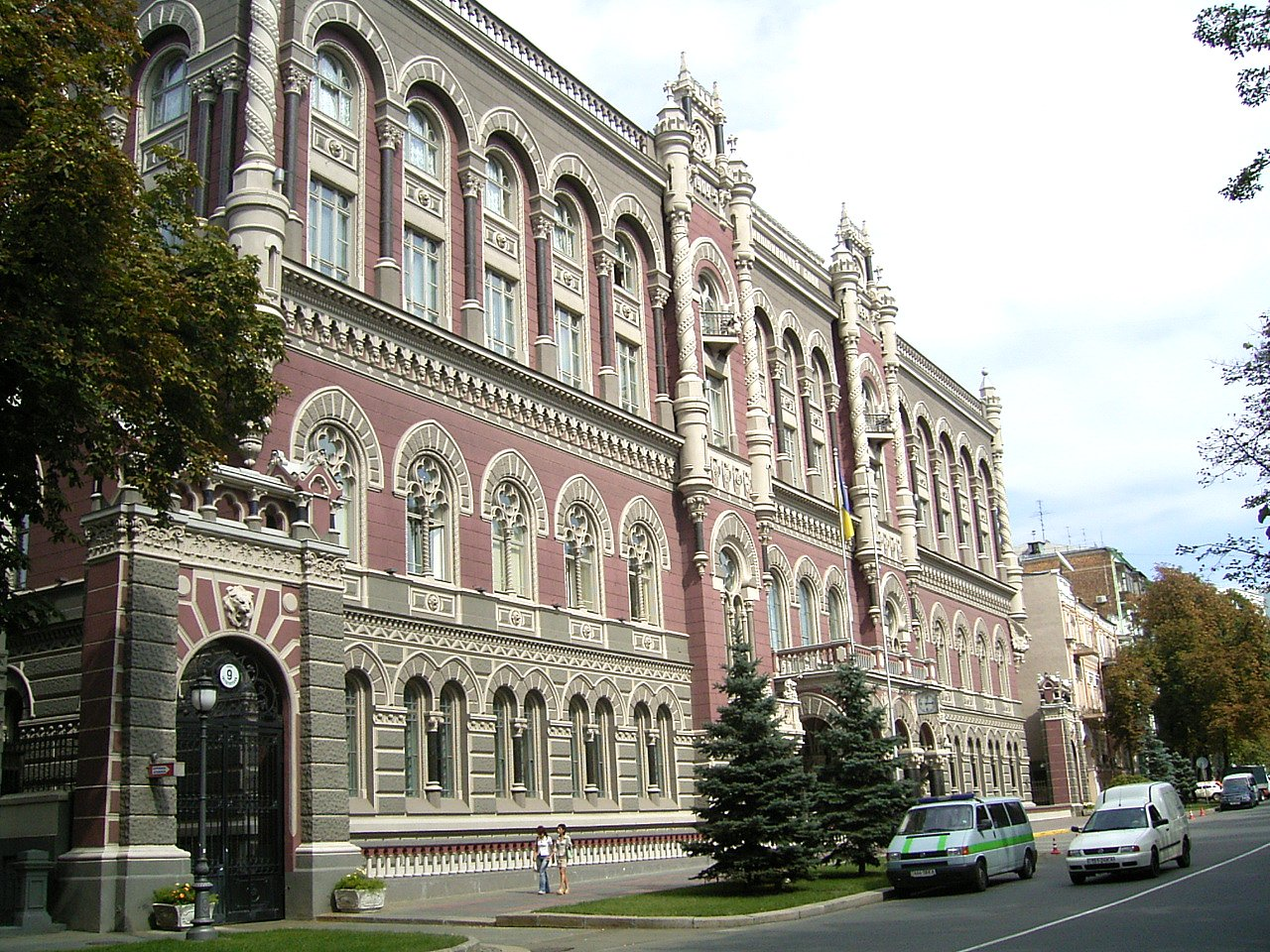
Будівля Національного банку України

- Художники: аверс — Івахненко Олександр; реверс: Таран Володимир, Харук Олександр, Харук Сергій.
- Скульптори: Новаковськи Анджей, Дем'яненко Володимир.

## Вартість монети
Ціну монети — 575 гривень встановив Національний банк України у період реалізації монети через його філії у 2012 році.
Фактична приблизна вартість монети, з роками змінювалася так:
| Рік        | 2012 | 2013 | 2014 | 2015 | 2016 | 2017 | 2018 | 2019 | 2020 | 2021  | 2022  | 2023  | 2024  | 2025  |
| ---------- | ---- | ---- | ---- | ---- | ---- | ---- | ---- | ---- | ---- | ----- | ----- | ----- | ----- | ----- |
| Ціна, грн. | 600  | 650  | 618  | 650  | 700  | 750  | 760  | 670  | 690  | 1 050 | 1 250 | 1 650 | 2 800 | 2 900 |